# 나이토 마사하루
나이토 마사하루(일본어: 内藤政晴, 1626년 ~ 1645년 9월 25일)는 일본 에도 시대의 다이묘로, 이즈미번의 초대 번주이다. 어릴적 이름은 만푸쿠(万福)이다. 관위는 종5위하, 효부노쇼이다.
이와키 다이라번주 나이토 마사나가의 넷째 아들로 태어났다. 1634년, 아버지의 유언에 따라 2만석 영지를 분할받고 이즈미번을 세웠다. 1641년, 오나하마(小名浜)의 스미요시 신사를 재흥하였다. 그러나 어리고 병약했던 탓에 두드러진 공적은 없었고, 결국 1645년 음력 8월 6일, 20세의 나이로 생을 마감했고, 맏아들 마사치카가 그 뒤를 이었다.
|  | 제1대 이즈미번 번주 1634년 ~ 1645년 | 후임 나이토 마사치카 |